# H.R.I
H.R.I株式会社はプログラミング学習ツール「DAWN」とフリーランスエンジニア向けプラットフォーム「ここからはじめるフリーランス join」を運営する日本の会社。

## 沿革
- 2016年12月　東京都渋谷区にHR事業を主としてH.R.I株式会社を設立
- 2017年2月　　東京都千代田区神田三崎町（水道橋）にオフィス立ち上げ
- 2017年4月　　労働者派遣事業認可
- 2017年8月　　有料職業紹介認可
- 2017年1月　　ダイレクトリクルーティングをメインとした子会社「株式会社Re:mine」設立
- 2019年3月　　LBM Technology株式会社の株式譲受/子会社化
- 2019年4月　　L-boom運営引継ぎで運営開始
- 2019年12月　　東京都新宿区百人町に本社を移転
- 2020年2月　　法人向け教育システム「DAWN」サービス開始
- 2020年8月　　子会社株式会社Re:mineを事業統合により、解散
- 2020年8月　　LBM Technology株式会社の株式譲渡
- 2020年9月　　代表取締役変更[1]
- 2020年10月　プログラミング学習ツール「DAWN」サービス開始
- 2020年10月　 「初めてのフリーランス join」サービス開始
- 2021年2月　　FootballAssistと業務提携
- 2021年6月　　SC事業部立ち上げ
- 2021年6月　　プログラミング学習ツール「DAWN」リニューアル
- 2022年2月　　株式会社セールスフォース・ジャパンと業務提携しSalesforceコンサルティングパートナープログラムに参画
- 2022年7月　　株式会社Dirbatoに株式譲渡
- 2022年7月　　代表取締役変更

## 事業

### HR事業
人材派遣や人材紹介などのキャリアコンサルティング事業を展開。

### Tech事業
企業のIT課題を解決するための5つの事業を展開。
・エンジニアリングサービス
・ITエンジニアの人材紹介
・フリーランスエンジニア向けプラットフォームサービス「join」の運営
・プログラミング学習ツール「DAWN」の運営
・受託開発

### SC事業
BtoBに特化した営業組織にて様々な企業の営業課題を解決。

### サービス
- 2020年2月　DAWN(法人向け教育システム）
- 2020年10月　DAWN（オンラインプログラミングスクール）[2]
- 2020年10月　ここからはじめるjoin（フリーランスエンジニア向けプラットフォーム）[3]

#### 終了したサービス
- L-boom　小説・イラスト投稿サイト。2017年11月～2019年8月（※H.R.I株式会社は2019年4月〜運営）
- erukikaku　漫画・ライトノベルの企画・制作。2019年9月～2020年3月